# JR貨物UT17C形コンテナ

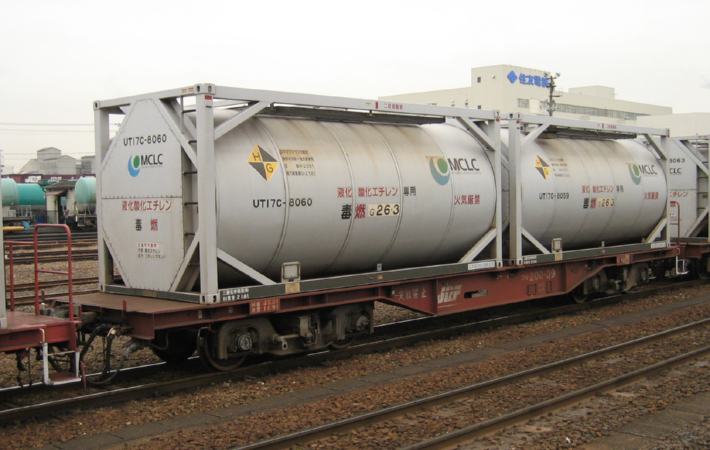
コキ200-39に載せられた、UT17C-8060・8059（三菱化学物流所有）の液化酸化エチレン輸送風景。三重県／四日市駅にて、2007年12月撮影。

UT17C形コンテナ（UT17Cがたコンテナ）は、2000年度に登場した、日本貨物鉄道（JR貨物）輸送用として籍を編入している、20 ft形の私有コンテナ（タンクコンテナ）である。

## 概要
本形式の数字部位 「 17 」は、コンテナの容積を元に決定される。このコンテナ容積17 ㎥の算出は、厳密には端数を四捨五入計算の為に、内容積が16.5 - 17.4 ㎥の間に属するコンテナが対象となる。また、形式末尾のアルファベット一桁部位 「 C 」は、コンテナの使用用途（主たる目的）が 「 危険品の輸送 」を表す記号として付与されている。

## 特記事項
当形式での圧倒的な登録数を占める「エチレン輸送用コンテナ」は、積荷のエチレンの比重が0.89と比較的軽く、この点を生かした輸送量の効率化およびコスト削減などの観点により、少しでも多くの積載量を確保する必要がある。また輸送時には、-15 ℃前後に冷却した液化状態での輸送が必須となり、さらに非常に取り扱いの難しい危険物（化成品表記＝毒燃（G）26・3及び、火気厳禁）となるために、保安上の付帯設備や固体強度要件も厳しく、コンテナの固体自重は約7t前後と重くなっている。
このために、20 ft型タンクコンテナに特化した固体規制値の限界一杯の構造および、総重量が軽く20 tを越える重量級コンテナ故に、コンテナ下部には大型フォークリフトによる荷役作業用のフォークポケットが一切ないので、コンテナは積載時・空コン時を問わず常にトップリフターのみの荷役作業となる。このために、コンテナサイズとしては標準的な20 ftの長さながらも、取り扱いの出来る貨物駅が限定される。

## 番台毎の概要

### 8000番台

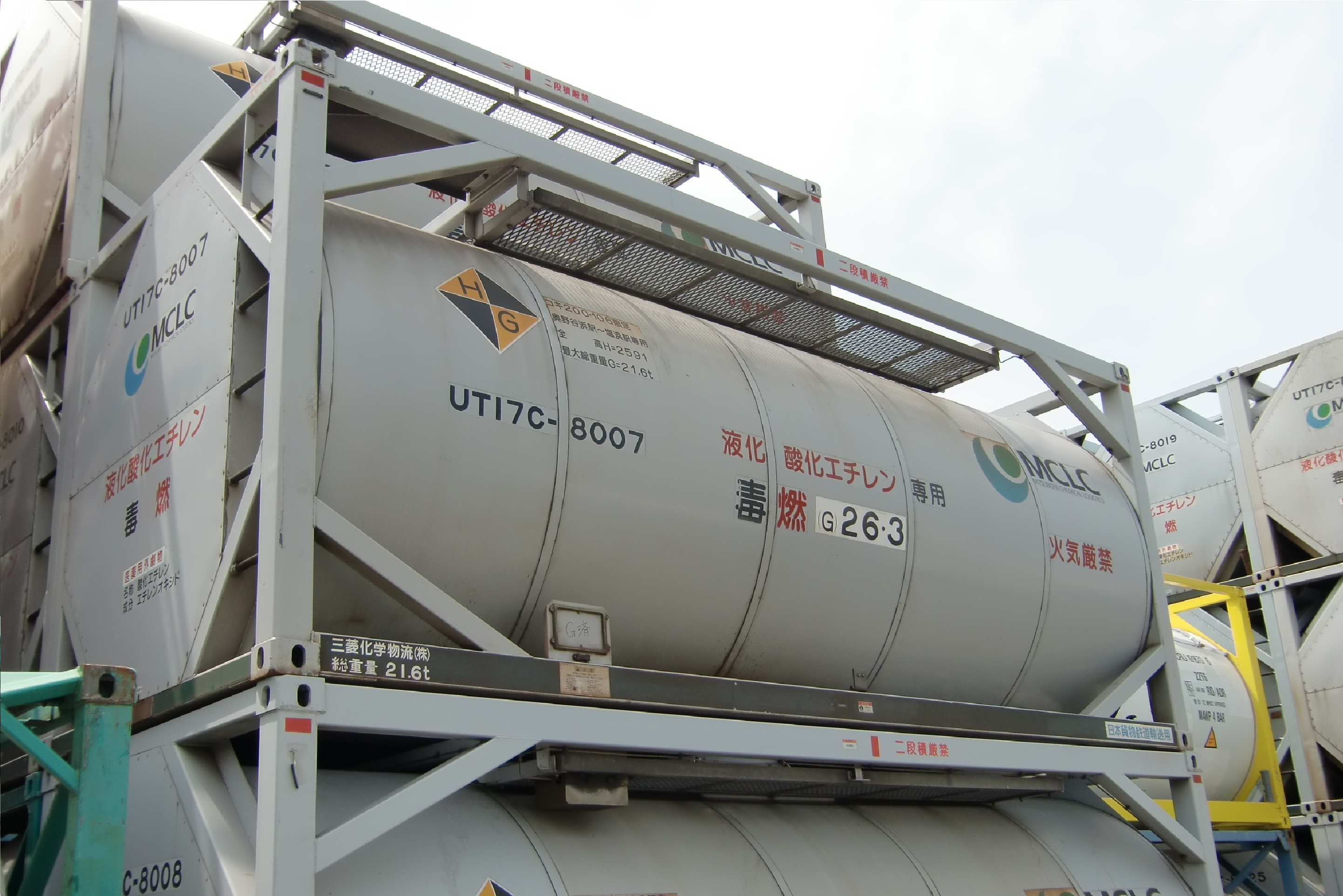
UT17C-8007（三菱化学物流所有）。コンテナ製造後10年程でのエチレン輸送中止に伴い、新たな用途が見つかるまでの暫定措置として、メンテナンス工場に3段積で大量に留置されている風景。兵庫県／神戸ポートアイランドにて、2011年5月5日撮影。

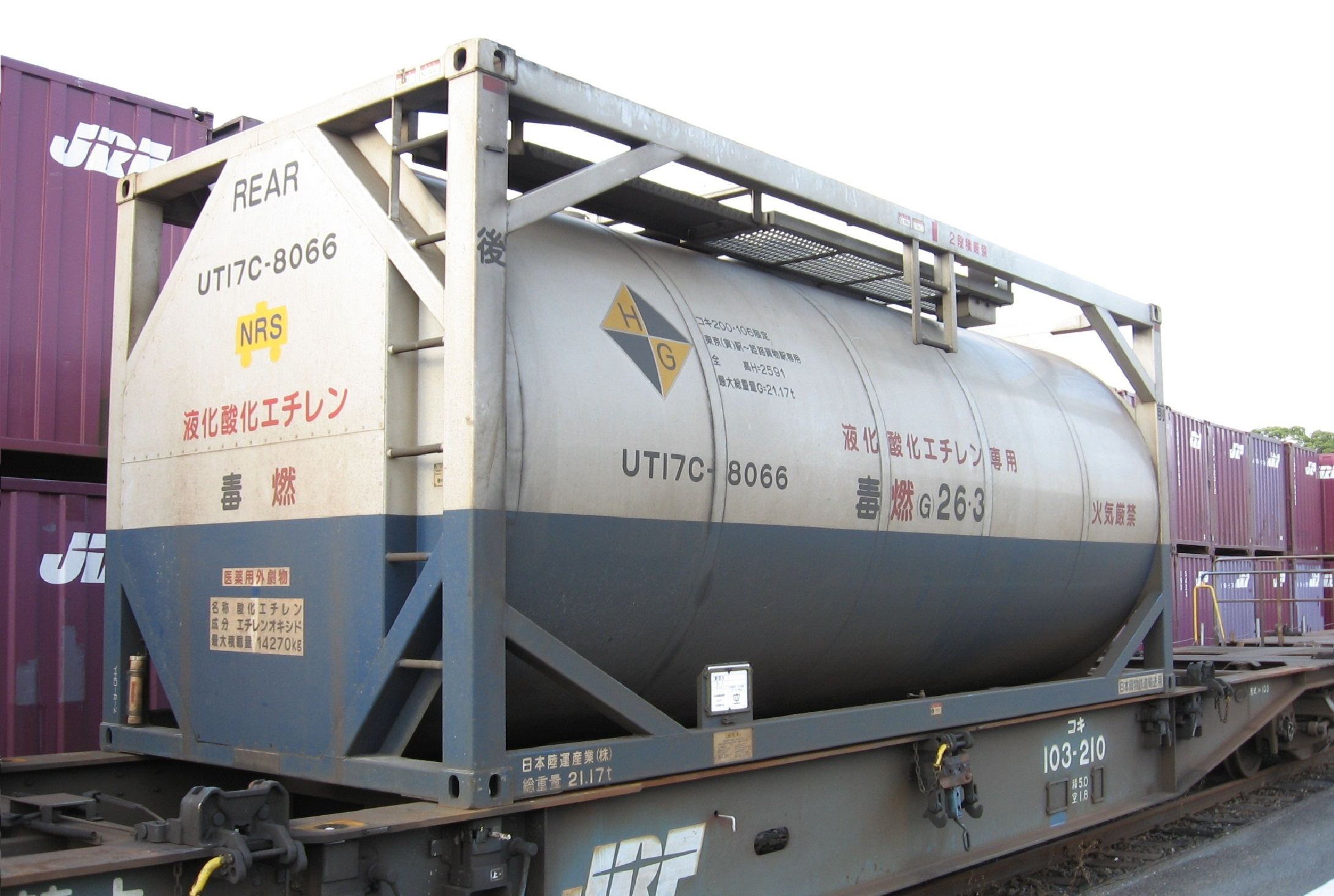
UT17C-8066（日本陸運産業所有）。指定輸送区間を越えて輸送されている風景。岡山県／東水島駅にて、2008年5月11日撮影。

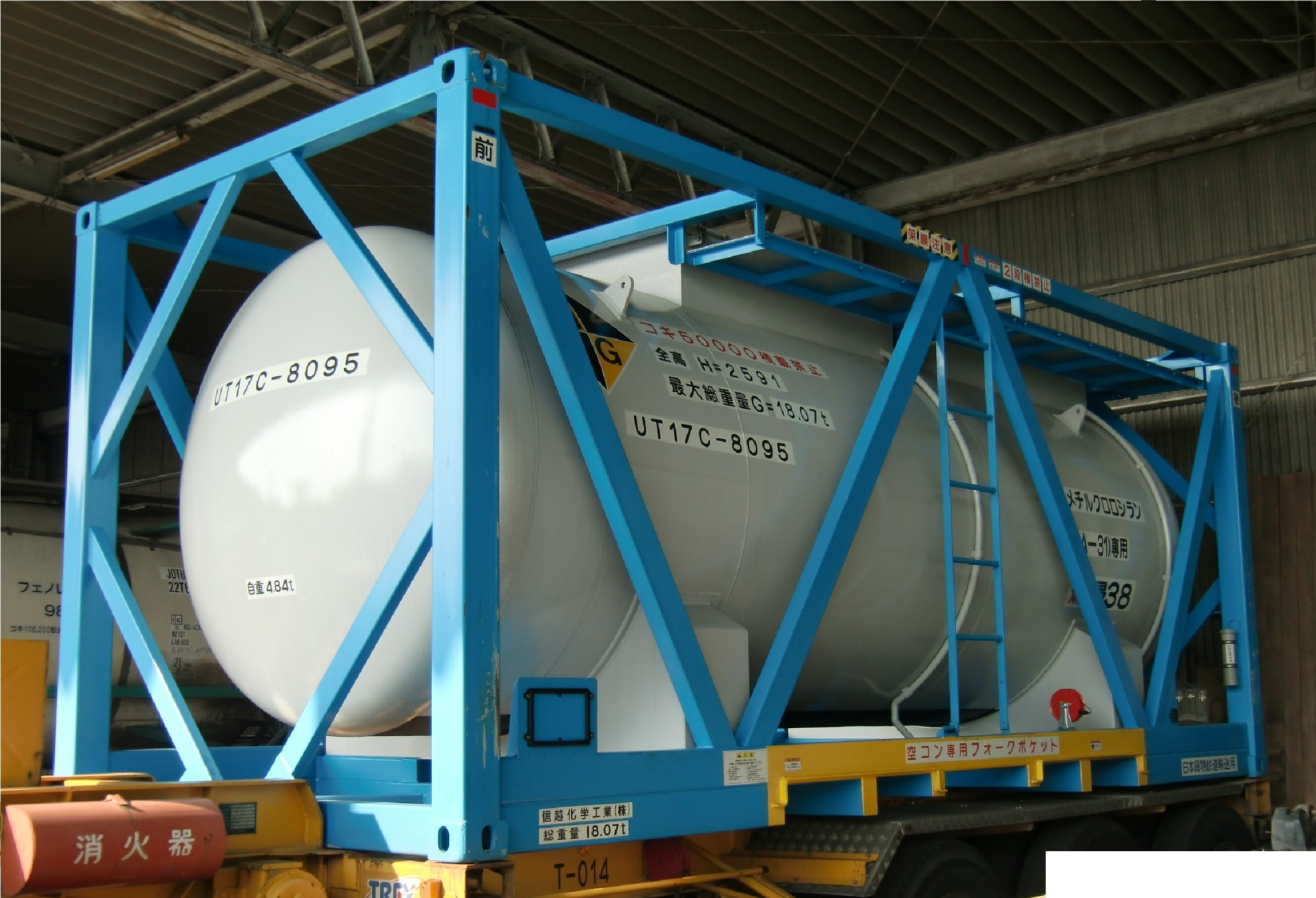
UT17C-8095（信越化学工業所有）。岡山県／東水島駅にて、2010年2月28日撮影。

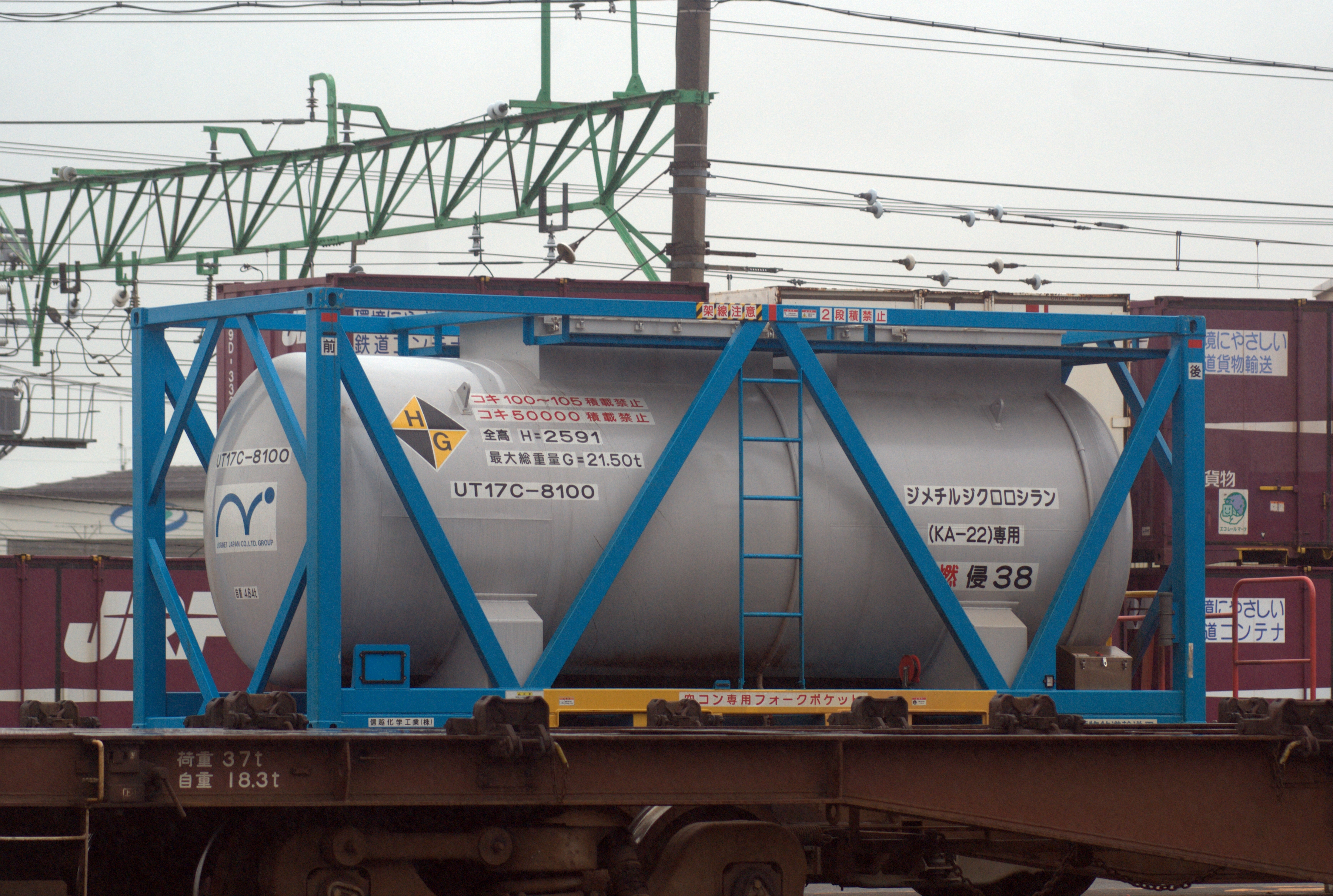
UT17C-8100（信越化学工業所有）。新潟県／黒井駅にて、2010年9月7日撮影。

8001 - 8064（64個）
2000年9月 - 12月に日本車両で製造され、三菱化学物流所有の液化酸化エチレン専用コンテナ。全高および最大総重量が規格外の、JR貨物コンテナ登録規格によるハローマーク付きで、H = 全高が2,591 mm、G = 最大総重量が21.6 tとなっている。コンテナ車への積載は、コキ200形とコキ106形に限定される。
タンク保護枠付き四角形外観。実入り（貨物を積み込んでいる状態）コンテナでの2段積みは禁止されているが、空コン時は強度的には3段積みに耐えうる。ただし、台風の大型化や多発など近年の異常気象および、地震災害の多発事例を鑑みて、現在のJR貨物が管轄する貨物駅管内での3段積は禁止されている。
輸送区間は、奥野谷浜駅に専用線が接続する三菱化学鹿島事業所と、塩浜駅に専用線が接続する三菱化学四日市事業所の間で使用されている。2001年（平成13年）1月に運用が開始された。その後、四日市事業所での生産を鹿島事業所に集約したために、2011年3月のダイヤ改正を期に輸送が中止となった。ただし実際の終了日は、3月11日の東日本大震災当日であった。
　　　　↓
- 8029 - 8064（36個）

三菱化学のさらなるエチレン製造拠点の集約化で、四日市事業所管内の大口需要家であった四日市合成への供給停止を目前に、前年の2010年に新しい代替供給元企業として日本触媒千鳥工場から出荷し、日触物流（変更時は日本触媒名義）へと所有者変更。これに際し、日触カラーへの塗装時に側面両端の支柱に「前」・「後」の表記を追加している。
8065
2002年に日本車輌で製造され、日陸（旧・日本陸運産業）所有の液化酸化エチレン専用コンテナ。全高および最大総重量が規格外の、JR貨物コンテナ登録規格によるハローマーク付きで、H = 全高が2,591 mm、G = 最大総重量が21.07 t（後に21.17 tへ変更）、積載重量は14.27 tとなっている。コンテナ車への積載は、コキ200形とコキ106形に限定される。
タンク保護枠付き四角形外観。実入り（貨物を積み込んでいる状態）コンテナでの2段積みは禁止されている。側面両端の支柱に「前」・「後」の表記がある。
丸善石油化学から出荷されるエチレンを、新潟地区の需要家宛に輸送するために京葉久保田駅 - 新潟貨物ターミナル駅間のみで運用されていたが、その後に人知れず終了している。
8066 - 8075（10個）
2002年 - 2007年に日本車輌で製造され、日陸（旧・日本陸運産業）所有の液化酸化エチレン専用コンテナ。全高および最大総重量が規格外の、JR貨物コンテナ登録規格によるハローマーク付きで、H = 全高が2,591 mm、G = 最大総重量が21.17 t、積載重量は14.27 tとなっている。コンテナ車への積載は、コキ200形とコキ106形に限定される。
タンク保護枠付き四角形外観。実入り（貨物を積み込んでいる状態）コンテナでの2段積みは禁止されている。側面両端の支柱に「前」・「後」の表記がある。
姫路貨物駅では2002年、新たに24 t級のトップリフターが配備となり、日本触媒姫路工場への大型コンテナ輸送が可能となったために、新たな輸送ルートが設定された。また、コンテナの製造年月日の違いにより輸送区間の表記が、以下の固体グループに分かれている。
- 8066 - 8069（4個）

東京貨物ターミナル駅 - 姫路貨物駅間のみで運用されている。
- 8070 - 8075（6個）

東京貨物ターミナル駅・川崎貨物駅 - 姫路貨物駅間のみで運用されている。
　　　　↓
- その後、8066[8]を含む多くの固体が2014年に日陸名義から日蝕物流名義へ変更となり、同時に本体カラーも日蝕色へと変更になっている。

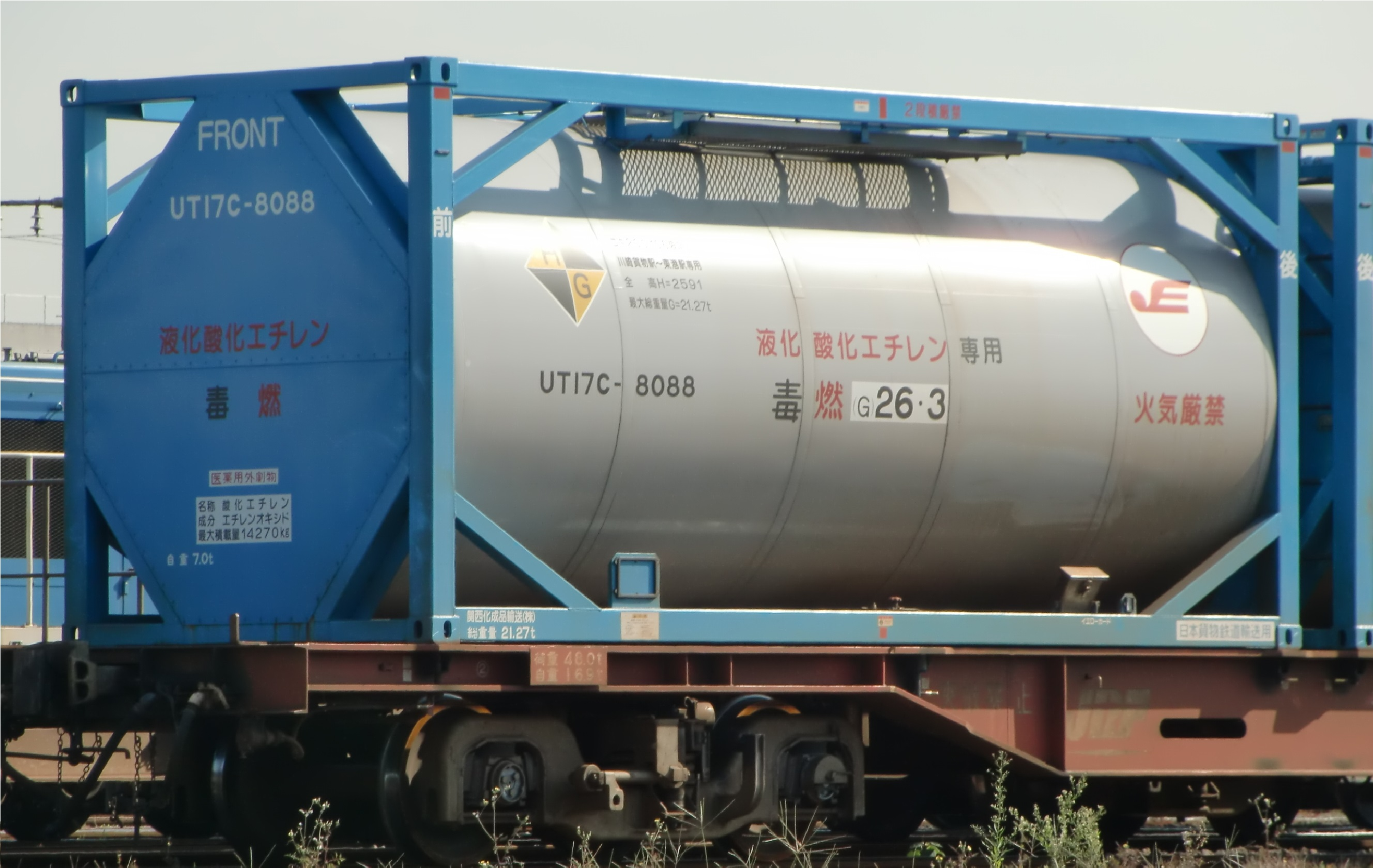
UT17C-8088（関西化成品輸送所有）。愛知県／東港駅にて、2011年10月29日撮影。

8076 - 8093（18個）
2008年に日本車輌で製造され、関西化成品輸送所有の液化酸化エチレン専用コンテナ。全高および最大総重量が規格外の、JR貨物コンテナ登録規格によるハローマーク付きで、H = 全高が2,591 mm、G = 最大総重量が21.27 t、積載重量は14.27 tとなっている。コンテナ車への積載は、コキ200形とコキ106形に限定される。
タンク保護枠付き四角形外観。実入り（貨物を積み込んでいる状態）コンテナでの2段積みは禁止されている。側面両端の支柱に「前」・「後」の表記がある。
従来からの、私有貨車タキ14700形により日本触媒千鳥工場から出荷されるエチレンを、名古屋地区の需要家である三洋化成工業宛に輸送するために、私有タンクコンテナへ置き換えて2008年（平成20年）1月に運用に就いた。川崎貨物駅 - 東港駅間のみで運用。
　　　　↓
- 8092 ・ 8093（2個）

2018年に日触物流へ所有者変更。
8094 ・ 8095（2個）
従来からの化成品輸送のほか、タンク車・各種のタンクコンテナ製造も手がけている関西化成品輸送で製造され、信越化学工業所有、トリメチルクロロシラン（KA-31）専用。全高および最大総重量が規格外の、JR貨物コンテナ登録規格によるハローマーク付きで、H = 全高が2,591 mm、G = 最大総重量が18.07 tとなっている。コンテナ車への積載は、コキ50000積載禁止となっている。
タンク保護枠付き四角形外観。実入り（貨物を積み込んでいる状態）コンテナでの2段積みは禁止されている。側面両端の支柱に「前」・「後」の表記がある。
また、コンテナ両側面下部のフォークポケットには、「空コン専用フォークポケット」の記載がある。
　　　　↓
- 中央通運へ所有者変更。その他は変わらず。[8]

8096 - 8101（6個）
信越化学工業所有、ジメチルジクロロシラン（KA-22）専用。全高および最大総重量が規格外の、JR貨物コンテナ登録規格によるハローマーク付きで、H = 全高が2,591 mm、G = 最大総重量が21.50 tとなっている。コンテナ車への積載は、コキ100 - コキ105積載禁止、コキ50000積載禁止となっている。
タンク保護枠付き四角形外観。実入り（貨物を積み込んでいる状態）コンテナでの2段積みは禁止されている。また、コンテナ両側面下部のフォークポケットには、「空コン専用フォークポケット」の記載がある。
　　　　↓
- 8096 ・ 8097（2個）

中央通運へ所有者変更。その他は変わらず。
- 8098（1個）

中央通運へ所有者変更。積荷はメチルジクロロシラン（KA-12）専用および、比重が重く G = 最大総重量が21.97 tへ変更。
8102 - 8132（31個）
（所有者不明）
8133 - 8152（20個）
2019年に日本車輌で製造され、日蝕物流所有の液化酸化エチレン専用コンテナ。全高および最大総重量が規格外の、JR貨物コンテナ登録規格によるハローマーク付きで、H = 全高が2,591 mm、G = 最大総重量が21.87 t、積載重量は14.27 tとなっている。コンテナ車への積載は、コキ200形とコキ106形に限定される。
タンク保護枠付き四角形外観。実入り（貨物を積み込んでいる状態）コンテナでの2段積みは禁止されている。側面両端の支柱に「前」・「後」の表記がある。
当コンテナは元々、2010年に三菱化学物流より転属していた8029 - 8064（36個）までのコンテナが製造後（2000年10月 - 12月製造）、20年ほど経過しているために老朽化が激しい上に、保安上の観点を理由に随時入れ替えるために登録されたグループである。
8153 - 8164（12個）
2020年に日本車輌で製造され、日蝕物流所有の液化酸化エチレン専用コンテナ。全高および最大総重量が規格外の、JR貨物コンテナ登録規格によるハローマーク付きで、H = 全高が2,591 mm、G = 最大総重量が21.87 t、積載重量は14.27 tとなっている。コンテナ車への積載は、コキ200形とコキ106形に限定される。
タンク保護枠付き四角形外観。実入り（貨物を積み込んでいる状態）コンテナでの2段積みは禁止されている。側面両端の支柱に「前」・「後」の表記がある。
当コンテナは元々、2010年に三菱化学物流より転属していた8029 - 8064（36個）までのコンテナが製造後（2000年10月 - 12月製造）、20年ほど経過しているために老朽化が激しく、また保安上の観点により随時入れ替えるために登録されたグループである。

## 外部サイト
- コンテナの絵本